# Collisione all'aeroporto di Tokyo
La collisione all'aeroporto di Tokyo Haneda è avvenuta il 2 gennaio 2024 alle 17:47 JST (08:47 UTC), quando un Airbus A350-900 che operava il volo Japan Airlines 516 si è scontrato durante l'atterraggio con il più piccolo Bombardier Q400 della Guardia costiera giapponese che stava rullando sulla pista ed era prossimo al decollo.
Entrambi gli aerei sono andati distrutti dalle fiamme in seguito all'incidente, segnando il primo incidente grave che ha coinvolto un A350 e la prima perdita di un aeromobile di questo tipo dalla sua introduzione nel 2015. È stato anche il primo incidente mortale che ha coinvolto un aeromobile della Japan Airlines dal 1985.

## Gli aerei
L'aereo della Japan Airlines coinvolto nell'incidente era un Airbus A350-941, di marche JA13XJ e numero di serie 538, dotato di due motori Rolls-Royce Trent XWB. L'aereo era stato registrato nel settembre 2021 ed era stato consegnato alla Japan Airlines nel novembre 2021.
L'aereo della Guardia Costiera coinvolto era un Bombardier 400, registrato JA722A e con numero di serie 656, ed era stato consegnato nel febbraio 2009. Il velivolo coinvolto era rimasto danneggiato dopo il terremoto e maremoto del Tōhoku del 2011 mentre era parcheggiato all'aeroporto di Sendai ed è stato l'unico ad essere riparato dopo il disastro.

## L'incidente

Mappa dell'aeroporto con indicati pista e posizione dei relitti di entrambi gli aerei.

Il volo Japan Airlines 516 è partito dall'aeroporto di Shin-Chitose alle 16:27 JST (07:27 UTC). Alle 17:47 JST (08:47 UTC) circa, il velivolo si è scontrato con un DHC-8-315 Dash 8 della Guardia Costiera giapponese mentre atterrava all'aeroporto di Haneda sulla pista 34R. Una palla di fuoco si è sprigionata dagli aerei, con il velivolo della Japan Airlines che ha lasciato una scia infuocata mentre si muoveva lungo la pista. I vigili del fuoco sono arrivati sul posto in circa tre minuti.
Tutti i 367 passeggeri e i 12 membri dell'equipaggio a bordo del volo 516 sono usciti utilizzando gli scivoli di evacuazione. Tra i passeggeri a bordo c'erano otto bambini. 14 persone a bordo sono rimaste ferite.
Al momento dell'atterraggio erano presenti scintille e fiamme sotto l'aereo e il fumo è entrato in cabina. Il motore destro è rimasto acceso durante l'evacuazione, rendendo inutilizzabili la maggior parte delle uscite su quel lato. Secondo il Dipartimento dei Vigili del Fuoco di Tokyo, l'incendio è stato in gran parte spento poco dopo la mezzanotte.
Il velivolo della Guardia Costiera giapponese, con a bordo sei membri dell'equipaggio, si stava preparando a portare rifornimenti a una base aerea di Niigata in risposta al terremoto del Mar del Giappone avvenuto il giorno prima. Era uno dei quattro velivoli dispiegati dal governo per fornire aiuto alle zone colpite. Il comandante si è salvato con gravi ferite, mentre i cinque membri dell'equipaggio rimanenti sono stati confermati essere deceduti.

## Conseguenze
L'aereo che seguiva il volo 516, il volo JAL166, un Boeing 737-800 in avvicinamento sulla pista 34R, ha effettuato una riattaccata a 1 150 piedi (350 m) prima di deviare verso l'aeroporto di Narita. C'erano anche diversi voli in attesa di decollo, che sono tornati al terminal dopo l'accaduto.
L'incidente si è verificato mentre milioni di persone erano in viaggio per le vacanze di Capodanno, uno dei periodi di viaggio più affollati dell'anno. Tutte le piste dell'aeroporto di Haneda sono state temporaneamente chiuse in seguito all'incidente e molti voli dirottati al vicino aeroporto Internazionale di Narita, all'aeroporto Internazionale di Chūbu-Centrair  a Nagoya, e all'aeroporto Internazionale del Kansai ad Osaka. Altri sono stati cancellati a causa dell'incidente, con All Nippon Airways che ha registrato 112 cancellazioni di voli nazionali per il resto della giornata. Il Ministero del territorio, delle infrastrutture e dei trasporti (MLIT) ha riferito che intorno alle 21:30 JST (12:30 UTC) le tre piste rimanenti dell'aeroporto di Haneda sono state riaperte.
Il governo giapponese ha istituito un ufficio di collegamento informativo presso il Centro di gestione delle crisi dell'Ufficio del Primo Ministro.